# Saint-Sauveur (Oise)
Saint-Sauveur è un comune francese di 1 638 abitanti situato nel dipartimento dell'Oise della regione dell'Alta Francia.

## Società

### Evoluzione demografica
Abitanti censiti